# Kathryn Newton
Kathryn Love Newton (sinh ngày 8 tháng 2 năm 1997) là một nữ diễn viên người Mỹ. Cô được biết đến với các vai chính như Louise Brooks trong loạt phim hài của CBS Gary Unmarried (2008–2010), Abigail Carlson trong loạt phim truyền hình bí ẩn Big Little Lies (2017–2019) của HBO và Allie Pressman trong loạt phim truyền hình dành cho tuổi teen của Netflix Xã hội (2019). Cô cũng được biết đến khi thể hiện vai Claire Novak trưởng thành trong loạt phim giả tưởng đen tối Supernatural (2014– 2018) của The CW và Joanie Clark trong loạt phim truyền hình dài tập của AMC Halt and Catch Fire (2016–2017).
Newton đã đóng vai chính trong bộ phim hài Cô giáo lắm chiêu (2011), bộ phim kinh dị siêu nhiên Lời nguyền bí ẩn 4 (2012), nhờ đó cô đã nhận được Giải Nghệ sĩ trẻ cho Nữ diễn viên chính xuất sắc nhất trong phim truyện, bộ phim chính kịch tội phạm Three Billboards: Truy tìm công lý (2017), phim hài tình dục Blockers (2018), phim chính kịch Ben Is Back (2018), phim Pokémon: Thám tử Pikachu (2019), phim hài về kẻ giết người Freaky (2020) và khoa học viễn tưởng hài lãng mạn-chính kịch của Amazon Studios The Map of Tiny Perfect Things (2021).

## Đầu đời và sự nghiệp
Newton sinh ra ở Orlando, Florida, là con duy nhất của Robin và David Newton. Cô bắt đầu sự nghiệp của mình từ năm 4 tuổi, lần đầu tiên xuất hiện trên truyền hình với vở opera xà phòng All My Children, đóng vai Colby Marian Chandler từ năm 2001 đến năm 2004. Trong khi đó, cô cũng đóng vai chính trong hai bộ phim ngắn, Abbie Down East (2002) và Bun-Bun (2003). Năm 2008, Newton được chọn vào vai Louise Brooks trong bộ phim truyền hình Gary Unmarried của đài CBS. Khi cô mười hai tuổi, gia đình cô chuyển đến Los Angeles, nơi cô theo học tại trường Trung học Notre Dame.
Năm 2010, Newton đã giành được hai giải Nghệ sĩ trẻ cho "Màn trình diễn xuất sắc nhất trong loạt phim hài truyền hình" và "Màn trình diễn xuất sắc nhất trong phim truyền hình (Phim hài hoặc chính kịch)" cho Gary Unmarried. Newton đóng vai Chase Rubin-Rossi trong bộ phim Cô giáo lắm chiêu năm 2011. Cô đã đóng vai chính, Alex, trong bộ phim năm 2012 Lời nguyền bí ẩn 4, phần thứ tư trong loạt phim, và giành được giải thưởng tại Lễ trao giải Nghệ sĩ Trẻ lần thứ 34 cho màn trình diễn của cô trong phim. Bắt đầu từ mùa 10, cô đã có một vai diễn định kỳ là Claire Novak trong Supernatural. Năm 2017, Newton xuất hiện trong loạt phim Big Little Lies của HBO dựa trên tiểu thuyết cùng tên của Liane Moriarty. Cô cũng có các vai chính trong các bộ phim Three Billboards: Truy tìm công lý trong vai Angela Hayes và Ben Is Back trong vai Ivy Burns.
Newton đóng vai Lucy trong bộ phim bom tấn Pokémon: Thám tử Pikachu năm 2019, một bộ phim hành động trực tiếp dựa trên trò chơi điện tử cùng tên. Cô cũng đóng vai chính Allie trong loạt phim truyền hình thần bí Xã hội của Netflix, khởi chiếu vào ngày 10 tháng 5 năm 2019. Năm 2020, cô đóng vai chính trong bộ phim hài kinh dị được đánh giá tốt Freaky, do Christopher Landon đạo diễn, với vai cô gái tuổi teen hoán đổi thân xác với một kẻ giết người hàng loạt. Năm 2021, cô xuất hiện trong The Map of Tiny Perfect Things, do Ian Samuels đạo diễn. Cô sẽ đóng vai Cassie Lang trong bộ phim Người Kiến và Chiến binh Ong: Thế giới Lượng tử thuộc Vũ trụ Điện ảnh Marvel.

## Đời tư
Newton đã chơi golf từ khi cô còn là một đứa trẻ. Cô bắt đầu chơi các giải đấu ở tuổi 8.
Newton tốt nghiệp trường Trung học Notre Dame vào năm 2015. Cô là thành viên của đội chơi gôn nữ của trường Trung học Notre Dame; cô đã giúp đội chơi gôn của trường giành được ba chức vô địch giải đấu. Cô thường đạt độ điểm 70, và điểm 18 lỗ thấp nhất của cô trong một giải đấu là 69. Ngoài ra, cô cũng lập kỷ lục học đường với 5 dưới par (-5) vòng trong một trận đấu chín lỗ và cô chơi với tỷ lệ chấp cộng 2 (+2). Ban đầu cô muốn chơi ở giải Mỹ nữ mở rộng 2012, nhưng đã phải rút lui khỏi vòng loại khu vực sau khi nhận được vai diễn chính trong Lời nguyền bí ẩn 4.
Cô đã hoãn đại học tại USC để theo đuổi sự nghiệp diễn xuất của mình. Cô cũng đã cân nhắc việc chơi với tư cách là thành viên "walk-on" (thành viên không học bổng) của đội golf nữ Đại học Nam California.

## Danh sách phim

### Điện ảnh
| Not yet released | Chỉ những tác phẩm chưa phát hành |

| Năm  | Tiêu đề                                         | Vai diễn          | Ghi chú |
| ---- | ----------------------------------------------- | ----------------- | ------- |
| 2011 | Cô giáo lắm chiêu                               | Chase Rubin-Rossi |         |
| 2012 | Lời nguyền bí ẩn 4                              | Alex Nelson       |         |
| 2015 | The Martial Arts Kid                            | Rina              |         |
| 2016 | Mono                                            | Katie             |         |
| 2017 | Lady Bird                                       | Darlene Bell      |         |
| 2017 | Three Billboards: Truy tìm công lý              | Angela Hayes      |         |
| 2018 | Blockers                                        | Julie Decker      |         |
| 2018 | Ben Is Back                                     | Ivy Burns         |         |
| 2019 | Pokémon: Thám tử Pikachu                        | Lucy Stevens      |         |
| 2020 | Freaky                                          | Millie Kessler    |         |
| 2021 | The Map of Tiny Perfect Things                  | Margaret          |         |
| 2023 | Người Kiến và Chiến binh Ong: Thế giới Lượng tử | Cassie Lang       | Hậu kỳ  |
| TBA  | Lisa Frankenstein                               | Lisa Frankenstein | Hậu kỳ  |

### Truyền hình
| Năm       | Tiêu đề                 | Vai diễn        | Ghi chú                                   | Nguồn        |
| --------- | ----------------------- | --------------- | ----------------------------------------- | ------------ |
| 2002–2003 | All My Children         | Colby Chandler  | 2 episodes                                | [ 22 ]       |
| 2008–2010 | Gary Unmarried          | Louise Brooks   | Main role                                 | [ 22 ] [ 9 ] |
| 2013      | Mad Men                 | Mandy           | Episode: "The Quality of Mercy"           | [ 22 ]       |
| 2013–2014 | Dog With a Blog         | Emily           | 3 episodes                                | [ 23 ]       |
| 2014–2018 | Supernatural            | Claire Novak    | Recurring role, 6 episodes                | [ 22 ]       |
| 2016      | A Housekeeper's Revenge | Laura Blackwell | Television film                           | [ 24 ]       |
| 2016–2017 | Halt and Catch Fire     | Joanie Clark    | Recurring role (seasons 3–4), 10 episodes | [ 25 ]       |
| 2017–2019 | Big Little Lies         | Abigail Carlson | Main role                                 | [ 26 ]       |
| 2017      | Little Women            | Amy March       | Miniseries                                | [ 27 ]       |
| 2019      | Xã hội                  | Allie Pressman  | Main role                                 | [ 28 ]       |

### Video âm nhạc
- "Goodbyes" (2019) by  Post Malone (feat. Young Thug), as Woman[29]

## Giải thưởng
| Year | Award                           | Category                                                                     | Work                  | Result    | Ref.   |
| ---- | ------------------------------- | ---------------------------------------------------------------------------- | --------------------- | --------- | ------ |
| 2009 | 30th Young Artist Awards        | Best Performance in a TV Series (Comedy or Drama) – Supporting Young Actress | Gary Unmarried        | Đề cử     | [ 30 ] |
| 2010 | 31st Young Artist Awards        | Best Performance in a TV Series (Comedy or Drama) – Supporting Young Actress | Gary Unmarried        | Đoạt giải | [ 8 ]  |
| 2011 | 32nd Young Artist Awards        | Best Performance in a TV Series (Comedy or Drama) – Supporting Young Actress | Gary Unmarried        | Đề cử     | [ 31 ] |
| 2013 | 34th Young Artist Awards        | Best Performance in a Feature Film – Leading Young Actress                   | Paranormal Activity 4 | Đoạt giải | [ 3 ]  |
| 2020 | 26th Screen Actors Guild Awards | Outstanding Performance by an Ensemble in a Drama Series                     | Big Little Lies       | Đề cử     | [ 32 ] |
| 2020 | 1st Critics Choice Super Awards | Best Actress in a Horror Movie                                               | Freaky                | Đề cử     | [ 33 ] |
| 2020 | 1st Critics Choice Super Awards | Best Villain in a Movie                                                      | Freaky                | Đề cử     | [ 33 ] |